# Градуювання
Градуюва́ння (рос. градуирование, англ. graduation, calibration, graduation marks, graduation lines, calibrations; нім. Kalibrieren n) — метрологічна операція, за допомогою якої засіб вимірювань (міра або вимірювальний прилад) забезпечується шкалою або градуювальною таблицею (кривою). 
Градуювальна характеристика засобу вимірювання — експериментально встановлена залежність між значеннями величин на виході і вході засобу вимірювання, складена у вигляді таблиці, графіка або формули. Здебільшого прилади градуюють так, щоб ціна поділки шкали перевищувала максимальну похибку градуювання. Виражену у вигляді формули або графіка градуювальну характеристику називають функцією перетворення засобу вимірювань. У деяких джерелах метрологічних номінальну і експериментальну функції перетворення називають статичними характеристиками вимірювальних перетворювачів і приладів, протиставляючи їх повним динамічним характеристикам.
Градуювальну характеристику знімають для уточнення результатів вимірювання. До градуювальних характеристик відносяться: 
- номінальна статична характеристика перетворення вимірювального перетворювача;
- номінальне значення однозначної міри;
- межі і ціна поділки шкали;
- види та параметри цифрового коду засобів вимірювань, призначених для видачі результатів у цифровому вигляді.